# Frederik Elberling
Frederik Emil Elberling (29. juli 1804 – 9. maj 1880) var en dansk embedsmand, broder til Carl Wilhelm Elberling.
Elberling blev 1823 exam.jur. og 1826 student, vandt 1829 universitetets guldmedaille og tog 1830 juridisk eksamen. Han skrev 1833 en afhandling om det juridiske studium ved Københavns Universitet og drog 1834 til Serampore i Indien som regeringssekretær samt by- og skifteskriver, indtil de danske ostindiske besiddelser solgtes 1846. Han udgav her Treatise on inheritance, gift, will, sale and mortgage with an introduction on the laws of the Bengal Presidency, vistnok det eneste skrift af en dansk forfatter om indisk ret. 
I efteråret 1848 fulgte han som guvernementssekretær med guvernør Peder Hansen til Vestindien for at bringe orden i øernes forhold efter slaveopstanden. I denne stilling affattede han blandt andet anordningen 26. januar 1849 om de farvede landarbejderes lønnings- og arbejdsvilkår, som i sin tid vandt megen ros som en retfærdig og upartisk løsning af dette indviklede spørgsmål, og som stod ved magt i over 30 år. 
Sommeren 1851 vendte han tilbage til Danmark og blev 1855 herredsfoged i Ramsø og Tune Herreder, hvor han i en sjælden grad vandt befolkningens tillid og hengivenhed. Også var han i en årrække medlem af Roskilde byråd. 1862 udgav han et lille skrift om De danske vestindiske Øer og deres Bestyrelse, en ret skarp bedømmelse af regeringens adfærd over for øerne.